# Rally de Ourense de 1981
El Rally de Ourense de 1981, oficialmente 14.º Rally de Ourense, fue la decimocuarta edición y la novena cita de la temporada 1981 del Campeonato de España de Rally. Fue también puntuable para el campeonato de Galicia, campeonato Femenino, la Challenge SEAT, el Desafío Talbot, la PPR y la Challenge Cibié. Se celebró del 27 al 28 de junio y contó con un itinerario de diecinueve tramos que sumaban un total de 146 km cronometrados.

## Itinerario
| Día   | Tramo | Nombre               | Distancia | Hora  | Ganador                       | Tiempo |
| ----- | ----- | -------------------- | --------- | ----- | ----------------------------- | ------ |
| Día 1 | TC1   | Furriolo             | 10 km     | 16:40 | Beny Fernández                | 04:13  |
| Día 1 | TC2   | Bande-Lobera         | 7,6 km    | 17:14 | Antonio Zanini                | 04:50  |
| Día 1 | TC3   | Ganceiros            | 4,6 km    | 17:50 | Antonio Zanini                | 03:08  |
| Día 1 | TC4   | Puente Linares-Bande | 12 km     | 18:24 | Antonio Zanini                | 07:23  |
| Día 1 | TC5   | Bande-Lobera         | 7,6 km    | 18:45 | Beny Fernández                | 04:44  |
| Día 1 | TC6   | Ganceiros            | 4,6 km    | 19:21 | Beny Fernández                | 03:04  |
| Día 1 | TC7   | Puente Linares-Bande | 12 km     | 19:55 | Beny Fernández Antonio Zanini | 07:12  |
| Día 1 | TC8   | Ramiras              | 4 km      | 21:09 | Beny Fernández                | 02:49  |
| Día 1 | TC9   | Xestosa-Toén         | 4,2 km    | 21:18 | Beny Fernández                | 02:18  |
| Día 2 | TC10  | Castro de Beiro      | 6 km      | 00:22 | Beny Fernández                | 03:42  |
| Día 2 | TC11  | Brués-Feás           | 5,1 km    | 01:15 | Beny Fernández                | 03:03  |
| Día 2 | TC12  | Magrós               | 10,2 km   | 01:26 | Antonio Zanini                | 06:26  |
| Día 2 | TC13  | Avión-Beiro          | 13,6 km   | 02:04 | Beny Fernández                | 08:47  |
| Día 2 | TC14  | Cabanelas            | 6,8 km    | 02:36 | Beny Fernández                | 04:24  |
| Día 2 | TC15  | Brués-Feás           | 5,1 km    | 03:04 | Antonio Zanini                | 03:01  |
| Día 2 | TC16  | Magrós               | 10,2 km   | 03:15 | Antonio Zanini                | 06:24  |
| Día 2 | TC17  | Avión-Beiro          | 13,6 km   | 03:53 | Beny Fernández                | 08:47  |
| Día 2 | TC18  | Cabanelas            | 6,8 km    | 04:25 | Beny Fernández Antonio Zanini | 04:29  |
| Día 2 | TC19  | Viñao                | 2,7 km    | 04:55 | Antonio Zanini                | 02:14  |

## Clasificación final
| Pos. | Piloto                | Copiloto           | Automóvil                | Tiempo  | Diferencia |
| ---- | --------------------- | ------------------ | ------------------------ | ------- | ---------- |
| 1.   | Beny Fernández        | José Luis Sala     | Porsche 911 SC           | 1:26:23 | 0.0        |
| 2.   | Antonio Zanini        | Jordi Sabater      | Talbot Sunbeam Lotus     | 1:26:49 | +26        |
| 3.   | Marc Etchebers        | L. Varela          | Porsche 924 Carrera      | 1:30:21 | +3:58      |
| 4.   | «Peitos»              | R. Iglesias        | Ford Escort RS 1600 MKI  | 1:30:37 | +4:14      |
| 5.   | Salvador Servià       | Álex Brustenga     | Ford Fiesta MK1 1600S    | 1:31:25 | +5:02      |
| 6.   | Pablo de Sousa        | Guillermo Barreras | SEAT 124-2000            | 1:32:26 | +6:03      |
| 7.   | José Luis Graña       | R. Puig            | Ford Escort RS 1800 MKII | 1:32:42 | +6:19      |
| 8.   | Mariano Lacasa        | J. Balañá          | Opel Ascona              | 1:35:23 | +9:00      |
| 9.   | Celestino Pardo       | Enrique de Cuena   | SEAT 124-2000            | 1:40:52 | +14:29     |
| 10.  | José Antonio Zorrilla | Begoña Kaibel      | SEAT 124-1800            | 1:40:53 | +14:30     |